# Битва при Саагуне
Битва при Саагуне (англ. Battle of Sahagún) — кавалерийское столкновение 21 декабря 1808 года в городе Саагун, Испания, в ходе которого британский 15-й лёгкий драгунский (гусарский) полк победил два полка французской кавалерии во время кампании при Ла-Корунье во время Пиренейских войн. 
Потери одного из французских полков были настолько велики, что впоследствии он был расформирован. Сражение ознаменовало заключительную фазу продвижения британской армии во внутренние районы Испании, прежде чем они начали свое мучительное отступление к побережью и окончательную эвакуацию морем.

## Предыстория
Сэр Джон Мур привёл британскую армию в сердце северо-западной Испании с целью помочь испанцам в их борьбе против французской оккупации. Однако в Испанию вошёл Наполеон во главе большой армии, намереваясь восстановить французские интересы. Это, вместе с падением Мадрида, сделало положение британской армии весьма шатким. Мур, штаб-квартира которого находилась в Майорге, понимал, что он должен отступить к побережью перед лицом куда более многочисленного противника. Однако, зная, что корпус маршала Сульта находится неподалёку, на реке Каррион, Мур, прежде чем начать отступление, решил нанести удар по Сульту. Для воплощения этого замысла в сторону сил Сульта была направлена кавалерия под командованием лорда Пэджета для проведения рекогносцировки перед наступлением пехоты.
Силы сторон
Французская бригада под командованием Сезар-Александра Дебеля состояла из 1-го временного шассёрского и 8-го драгунского полков.
Британские войска были представлены 15-м лёгким драгунским (гусарским) полком из бригады Чарльза Стюарта и 10-м лёгким драгунским (гусарским) полком из бригады Джона Слейда, однако последний непосредственно в бою не участвовал.

## Битва

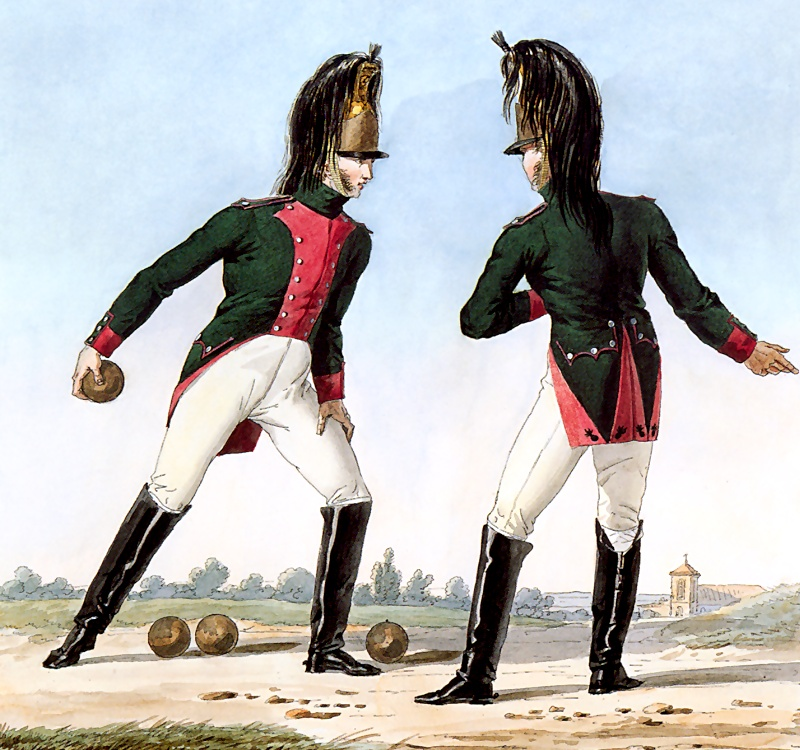
Драгуны 8-го французского полка

В морозную ночь лорд Пэджет приказал 10-му гусарскому полку пройти через город Саагун, который был оккупирован французской кавалерией, в то время как он с 15-м гусарским полком обходил вокруг Саагуна, чтобы загнать французов в ловушку. К сожалению, генерал Джон Слейд опоздал с выходом 10-го полка (по некоторым источникам, он задержал своих гусаров длинной и довольно нелепой речью, закончившейся словами: «Кровь и побоище! Вперёд!»); французская кавалерия узнала о находящейся поблизости британской и беспрепятственно вышла из города на восток. В лучах рассвета французские полки, увидев 15-й гусарский полк на юге, выстроились в две шеренги с 1-м временным шассёрским полком (под командованием полковника Таше, родственника императрицы Жозефины — хотя он, возможно, и не присутствовал на поле битвы) впереди и с 8-м драгунским позади них. Необычно, что французская кавалерия вместо сабельной атаки выдержала залп британских гусар, стоя на месте, а потом и французы сами пытались остановить неприятеля огнём из карабинов.
15-й гусарский атаковал около 400 метров по заснеженной, мёрзлой земле с криками «Эмсдорф и победа!» (Бой при Эмсдорфе был более ранним сражением, произошедшим 16 июля 1760 года, в котором 15-й полк сыграл заметную роль). Было так холодно, что гусары надели свои ментики, вместо того, чтобы просто накинуть их на плечи, и у многих поверх ментиков были ещё и плащи. Свидетели также говорили о немеющих руках, едва способных ухватить поводья и сабли. Столкновение между гусарами и шассёрами было ужасным; как писал один британский офицер: «Люди и лошади были опрокинуты, и вопли ужаса, смешанные с проклятьями, стонами и молитвами раздавались со всех сторон». Британские гусары атаковали с такой скоростью, что пробились через шеренгу шассёров до шеренги драгунов позади. Французские войска были разбиты, и они устремились на восток, преследуемые англичанами. Многие французские кавалеристы (хотя шассёры были в основном немецкого происхождения) были взяты в плен с весьма небольшими жертвами со стороны 15-го гусарского полка. Два французских подполковника были взяты в плен, а шассёрский полк, потерявший множество солдат, захваченных в плен, перестали существовать как боевая единица. Впрочем, не все солдаты 15-го полка действовали одинаково успешно; сообщается, что один неуклюжий гусар умудрился застрелить во время погони собственную лошадь. Во время погони подошёл 10-й гусарский полк, однако их приняли за французскую кавалерию. Из-за этого 15-й гусарский полк прервал преследование, чтобы перестроиться.

## Итог

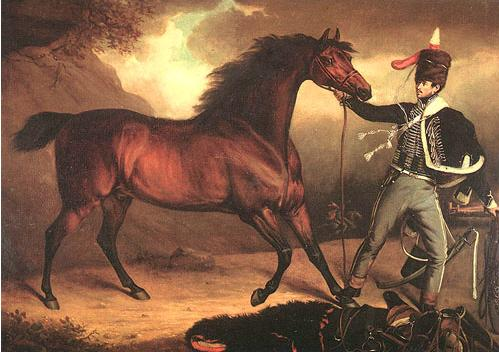
Британский гусар того времени (из 7-го гусарского полка) с конём и сбруей на переднем плане (дюжина солдат 7-го гусарского полка сражалась в Саагуне, служа в свите лорда Пэджета)

До Мура дошли вести, что главные французские силы гораздо ближе, чем он думал; поэтому атака на войска Сульта была прекращена. Кавалерийские действия в Саагуне ознаменовали последнее наступление британцев, прежде чем они начали свое долгое, мучительное и почти катастрофическое отступление к порту Ла-Корунья на галисийском побережье. Присутствие британской армии, как и предполагал Мур, сосредоточило на них внимание Наполеона, что дало испанским силам некоторое время для реорганизации и перегруппировки после нанесённых им поражений.
После атаки 15-го гусарского полка и его победы французская кавалерия до конца кампании весьма неохотно вступала в сражения с британской кавалерией. Французский 1-й шассёрский полк был настолько сильно потрёпан в Саагуне, что его расформировали. В дальнейшем британские гусары добились ещё одной победы над французскими противниками в ходе кампании, когда 29 декабря 1808 года в Бенавенте они загнали элитных шассёров Наполеона из императорской гвардии в реку Эсла, захватив при этом их командующего Лефевр-Денуэтта.
За победу 15-й гусарский полк был удостоен эмблемы на знамя с надписью «Саагун».